# Велярный аппроксимант
Веля́рный аппроксима́нт — тип согласного звука, присутствующий в некоторых языках мира. Символ в алфавите МФА — ɰ, в алфавите X-SAMPA — M\.
Близок звонкому велярному спиранту /ɣ/ и часто описывается именно так. Часто является аллофоном /g/ (например, в испанском или тагалоге) или /ɣ/.

## Примеры
| Язык        | Язык        | Слово       | МФА                  | Значение        | Примечания |
| ----------- | ----------- | ----------- | -------------------- | --------------- | --- |
| Чероки      | Чероки      | ᏩᏥ/wa-tsi   | [ɰad͡ʒi]              | 'часы'          | В латинской транслитерации передаётся буквой «w». В графике чероки обозначается знаками Ꮹ /ɰa/, Ꮺ /ɰe/, Ꮻ /ɰi/, Ꮼ /ɰo/, Ꮽ /ɰu/ и Ꮾ /ɰv/.                   |
| Исландский  | Исландский  | saga        | [ˈsäːɣ̞ä]             | 'история, сага' | |
| Ирландский  | Ирландский  | naoi        | [n̪ˠɰiː]              | 'девять'        | Случается между открытой согласной и передним гласным звуком                                                                                               |
| Корейский   | Корейский   | 의자 / uija | [ɰiʥa]               | 'стул'          | Встречается только в составе восходящего дифтонга ɰi, в русской транскрипции передаётся как «ый / -и-»; в разных системах романизации — как ui, ŭi или uy. |
| Испанский   | Испанский   | pagar       | МФА: [päˈɣ̞äɾ]о файле | 'платить'       | Аллофон звука /g/ |
| Арауканский | Арауканский | yedëgun     | [jeθəˈɰun]           | 'слушаться'     | Отдельная фонема, передаётся буквами «g» или «q» в зависимости от принятой орфографии                                                                      |

Встречается также в языках навахо, икверре, маршалльском, юрок, некоторых австралийских (тиви, арранта, иватьянских, в том числе ивайдя). В ассамском встречается глухой велярный [ɰ̥], который также часто записывается и описывается как [x] или [χ].